# Гаєр (Німеччина)
Гаєр (нім. Geyer) — місто в Німеччині, розташоване в землі Саксонія. Входить до складу району Рудні Гори. Центр об'єднання громад Гаєр.
Площа — 18,76 км2. Населення становить 3385 ос. (станом на 31 грудня 2020).

## Відомі люди
- Адам Ріс (1492—1559), німецький математик, працював у Гаєрі від 1533 до 1539 року збирачем десятини (Zehentner).

## Галерея

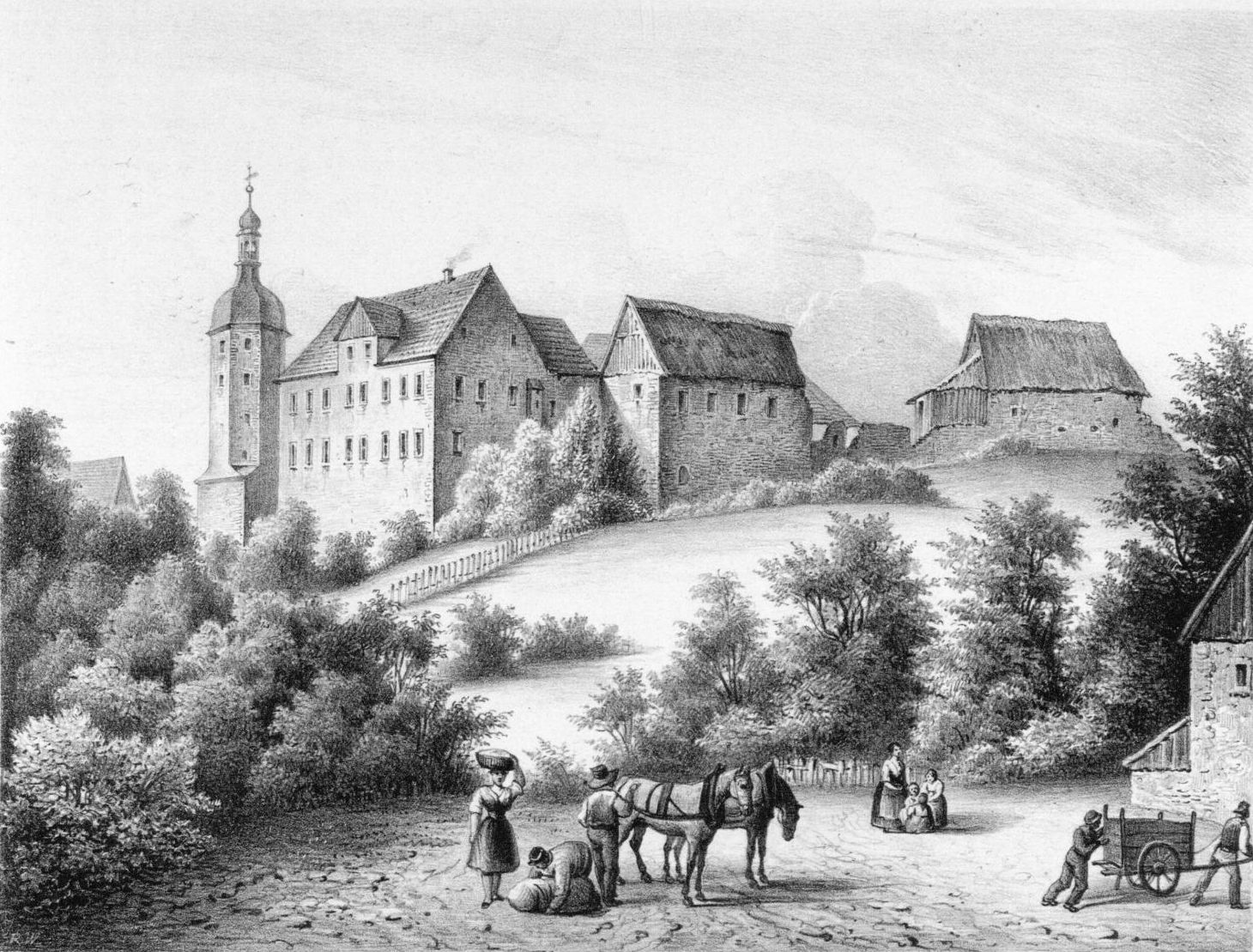
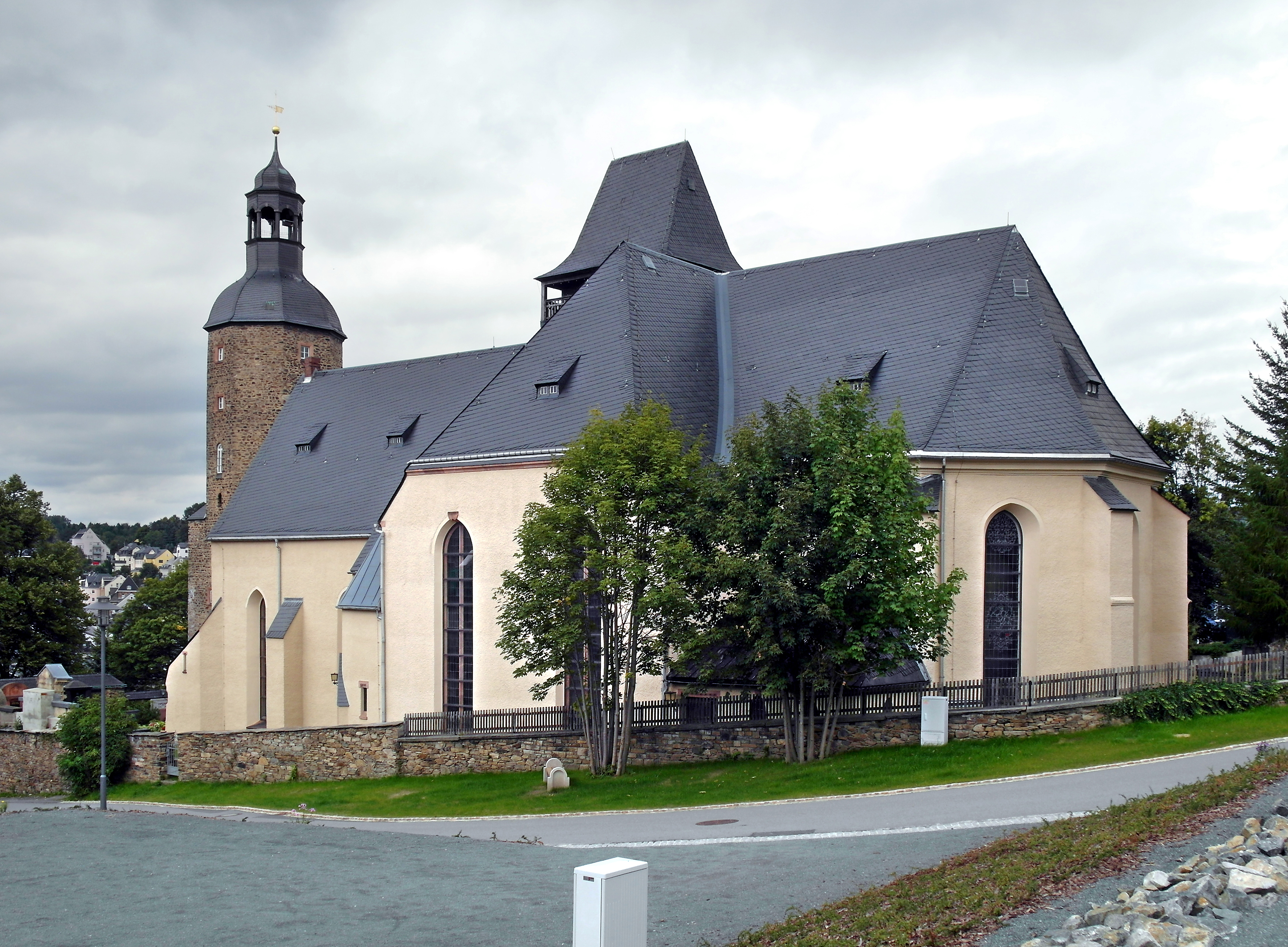
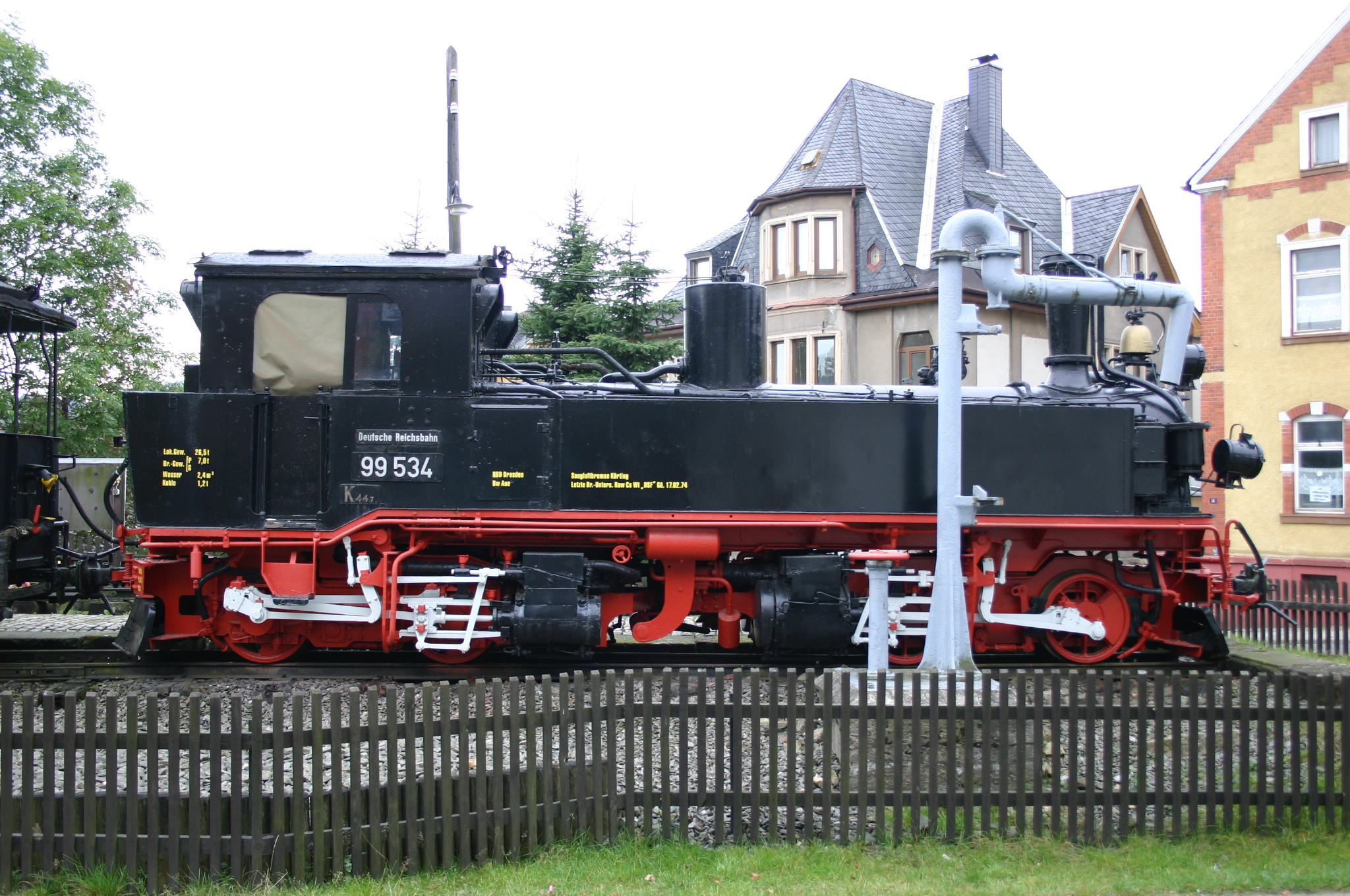
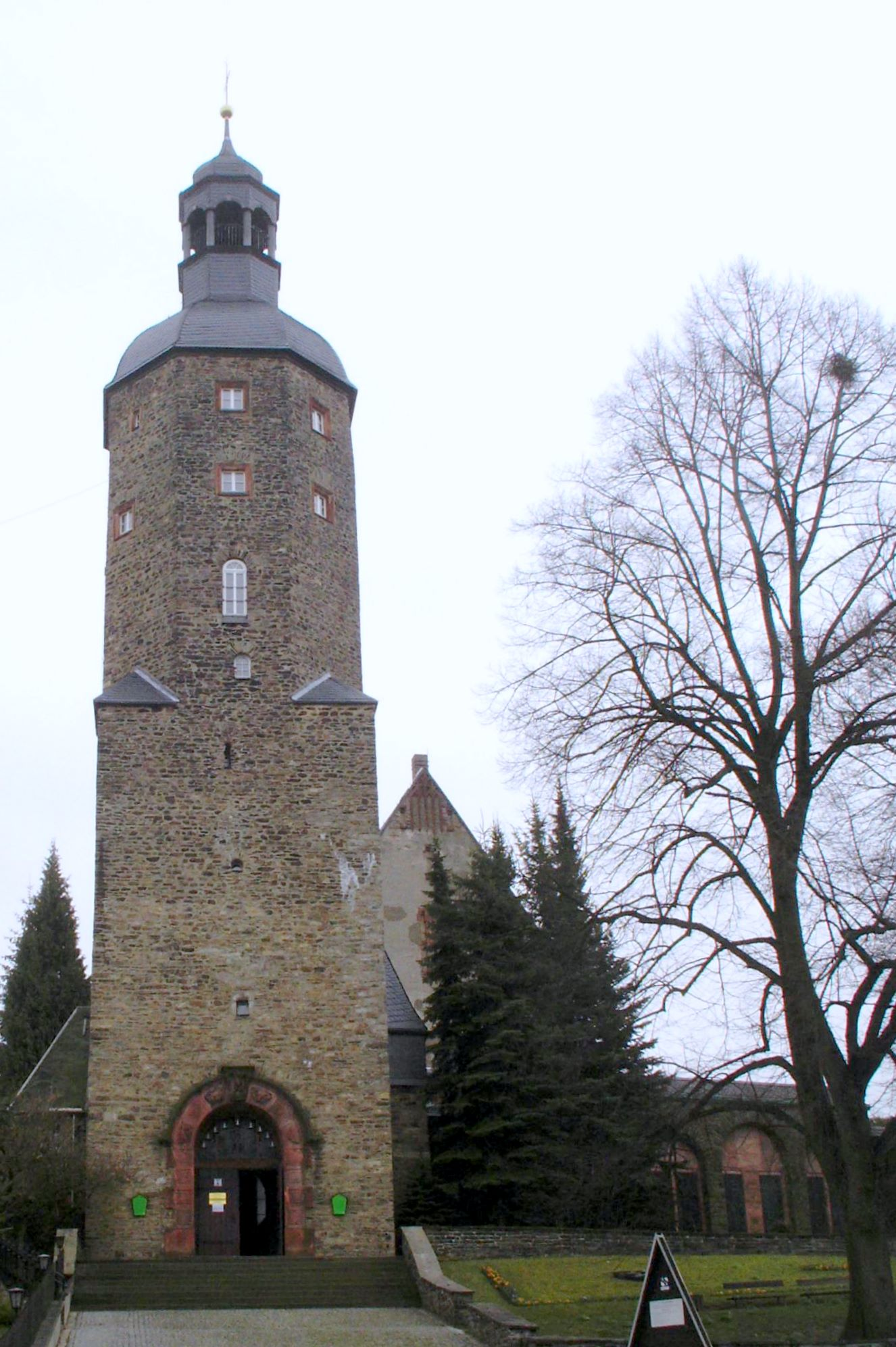
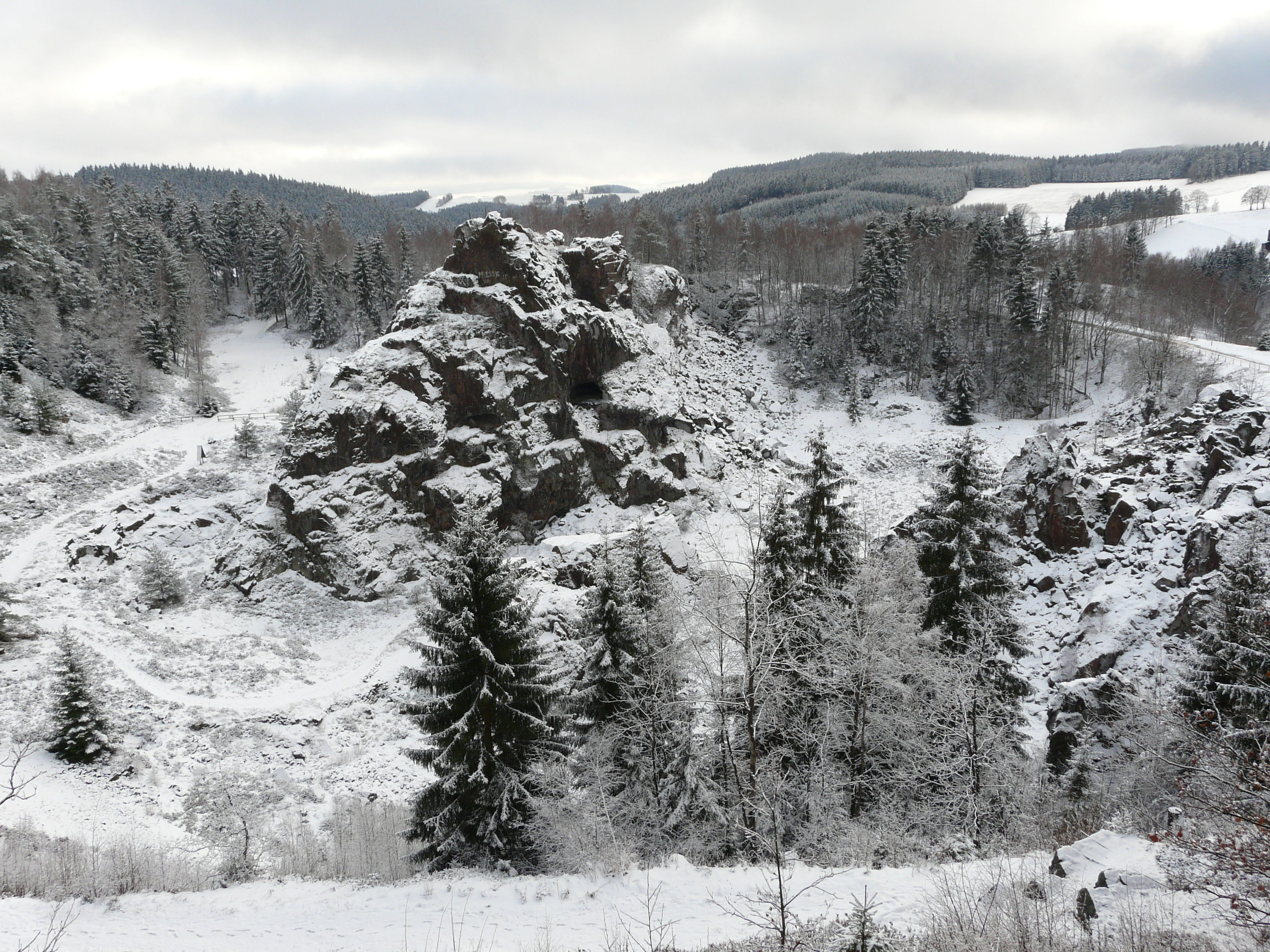